# Val Grigna (area protetta)
Val Grigna è una zona di protezione speciale facente parte della rete Natura 2000 situata in provincia di Brescia. Prende il nome dall'omonima valle in cui si estende con i suoi 2873 ettari di superficie.
L'area presenta una buona varietà di ambienti naturali, circa 850 ettari della zona sono foreste alpine con prevalenza di Larix decidua e Pinus cembra (Habitat 9420), quasi 600 ettari sono formazioni erbose boreo-alpine silicicole (Habitat 6150) caratterizzate da vegetazione erbacea che cresce oltre il limite del bosco. La specie vegetali presenti sono quindi di natura tipicamente montana e alpina.
Qui si contano 60 specie di uccelli nidificanti e un popolamento di mammiferi con una grande diversità specifica, con una buona presenza di chirotteri (5 specie) e insettivori (8 specie) strettamente legate alle discrete condizioni di qualità ambientale. Tra le specie più rilevanti, il toporagno alpino, il vespertilio mustacchino e il serotino di Nilsson.